# サラパルータ
サラパルータ（イタリア語: Salaparuta）は、イタリア共和国シチリア州トラーパニ県にある、人口約1,600人の基礎自治体（コムーネ）。

## 地理

### 位置・広がり
トラーパニ県東部のコムーネ。

#### 隣接コムーネ
隣接するコムーネは以下の通り。括弧内のPAはパレルモ県、AGはアグリジェント県所属を示す。
- コンテッサ・エンテッリーナ (PA)
- ジベッリーナ
- モンテヴァーゴ (AG)
- パルタンナ
- ポッジョレアーレ
- サンタ・マルゲリータ・ディ・ベーリチェ (AG)
- サンタ・ニンファ